# Кјезуола (Верона)
Кјезуола је насеље у Италији у округу Верона, региону Венето.
Према процени из 2011. у насељу је живело 50 становника. Насеље се налази на надморској висини од 89 м.